# Рудник Лаки-Фрайдэй
Рудник Лаки-Фрайдэй (англ. Lucky Friday) — подземный рудник по добыче руд серебра, свинца и цинка. Находится рядом с городом Маллан, штат Айдахо, США. Управляется компанией Hecla Mining. Является одним из немногих в Серебряной долине на севере Айдахо до сих пор действующих рудников, производит до 1000 тонн руды в день. Тип рудного месторождения — полиметаллические рудные жилы гидротермального происхождения. Добыча производится методом выемки с последующей закладкой образующихся пустот.
Основной доступ в рудник и добыча осуществляются через ствол «Серебряный» (англ. Silver Shaft), диаметром 5,5 м (18 футов), с бетонным покрытием, который спускается на глубину 1900 м (6200 футов), или ниже 850 м (2800 футов) относительно уровня моря.

## География
Рудник расположен на севере штата Айдахо, в 1,6 км (1 миля) к востоку от Маллана в горнодобывающем районе Кёр-д’Ален, на северной стороне съезда 69 с межштатной автомагистрали I-90. Местность возвышается на 1000 м (3400 футов) над уровнем моря. Примерно в 8 км (5 миль) на восток по I-90 находится горный перевал Лукаут-Пасс в Скалистых горах, по которому проходит граница со штатом Монтана.

## Геология
Рудные запасы представляют собой докембрийские метаосадочные породы и образуют жилы шириной от 120 до 610 мм, идущие на глубине 1830 м (6000 футов). Руда окислена гидротермальными процессами и простирается вниз жилами под углом 75 градусов.

## История
Месторождение открыто в 1880 году Дж. Ф. Ингаллсом. Добыча началась в 1942 году.
В период с 1899 по 1906 годы Lucky Friday Group подала шесть заявок. Заявленный участки были расположены между двумя разломами лишь с намёком на рудные жилы на поверхности и в значительной степени не разрабатывались, за исключением спорадического рытья траншей и туннелей. В 1938 году Джон Секулич взял в аренду с правом выкупа шесть заброшенных участков. 30 марта 1939 года Секулич и Чарльз Э. Хорнинг организовали компанию Lucky Friday Silver-Lead Mines в Айдахо и выпустили 1 200 000 акций. Проходка ствола глубиной до 100-футового выявила более многообещающие жилы, что побудило заключить контракт с компанией Galconda Lead Mines, Inc. Альберта Х. Фезерстоуна на проходку ствола до глубины 600 футов. Первые 478 т руды были отгружены в январе 1942 года. В 1948 году рудник достиг отметки 1400 футов. В 1951 году компания выплатила свои первые дивиденды. Хорнинг стал президентом и генеральным директором после смерти Секулича в 1956 году. В период с 1954 по 1958 годы на руднике добывалась руда со средним содержанием серебра 17,2 унции на тонну и свинца 8,6 унции на тонну. В декабре 1958 года компания Hecla Mining выкупила акции, принадлежащие Фезерстоуну и Хорнингу, и продолжила выкупать акции в обращении, пока не стала основным владельцем Lucky Friday с долей 38 %. В 1964 году Lucky Friday Silver-Lead Mines Company объединилась с Hecla Mining.